# Servigny-lès-Raville
Pour les articles homonymes, voir Servigny-lès-Sainte-Barbe et Servigny.
Servigny-lès-Raville est une commune française située dans le département de la Moselle. Elle comprend Frécourt depuis 1812.

## Géographie

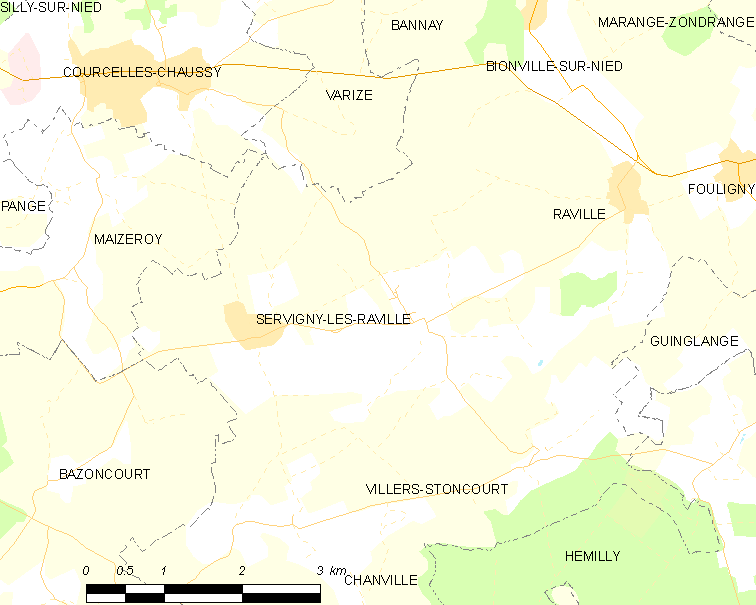
Carte de la commune.

Le territoire de la commune est traversé par les ruisseaux de Machecourt, du Ravenez et de Morfontaine qui rejoignent la Nied française ou allemande.

### Communes limitrophes
| Courcelles-Chaussy | Varize-Vaudoncourt   | Raville    |
| Maizeroy           | Servigny-lès-Raville | Guinglange |
| Bazoncourt         | Villers-Stoncourt    |            |

### Hydrographie
La commune est située dans le bassin versant du Rhin au sein du bassin Rhin-Meuse. Elle est drainée par le ruisseau de Machecourt, le ruisseau de Morfontaine et le ruisseau de Ravenez.

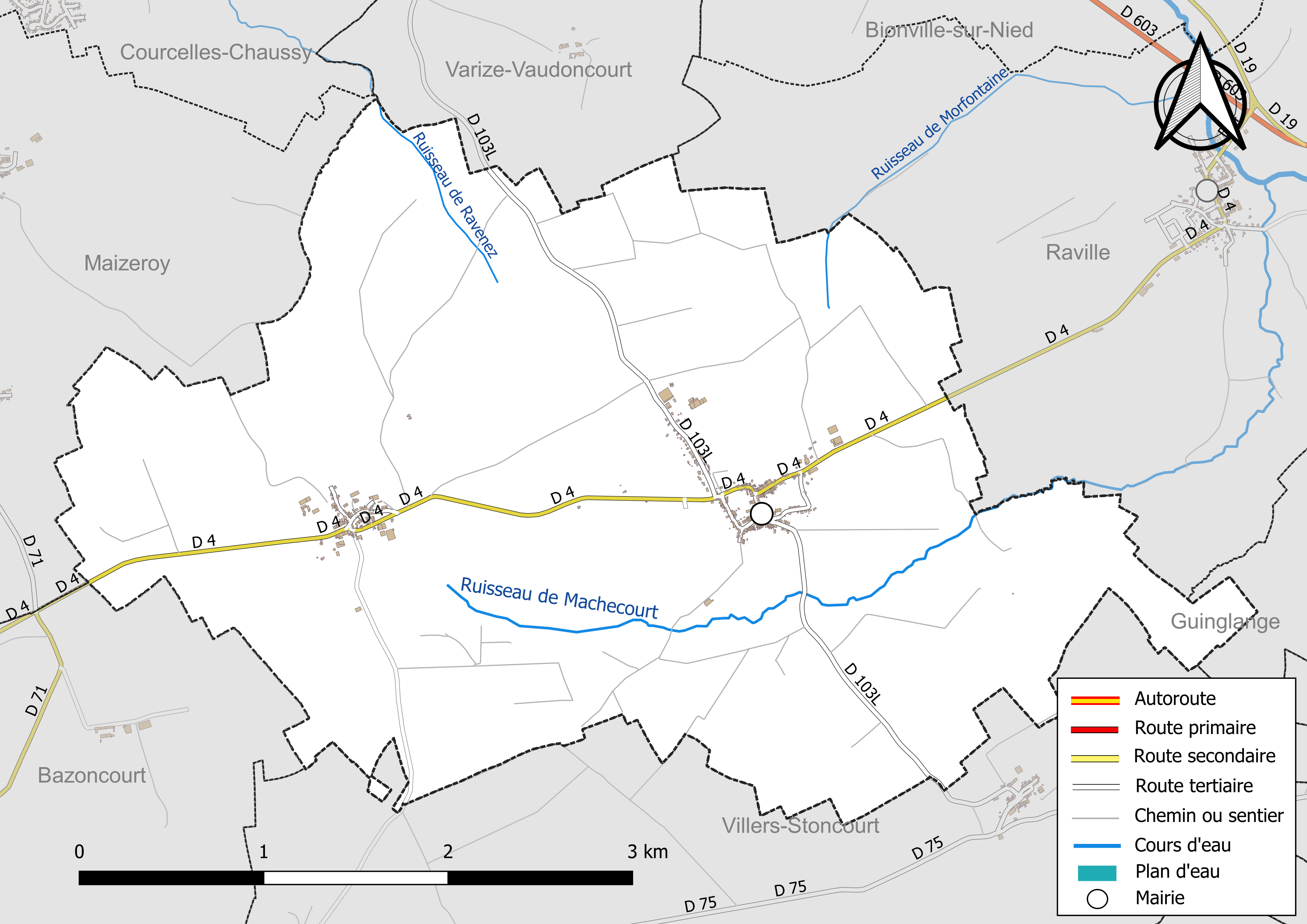
Réseaux hydrographique et routier de Servigny-lès-Raville.

### Climat
Pour des articles plus généraux, voir Climat du Grand Est et Climat de la Moselle.
En 2010, le climat de la commune est de type climat des marges montargnardes, selon une étude du Centre national de la recherche scientifique s'appuyant sur une série de données couvrant la période 1971-2000. En 2020, Météo-France publie une typologie des climats de la France métropolitaine dans laquelle la commune est exposée à un climat semi-continental et est dans la région climatique  Lorraine, plateau de Langres, Morvan, caractérisée par un hiver rude (1,5 °C), des vents modérés et des brouillards fréquents en automne et hiver. 
Pour la période 1971-2000, la température annuelle moyenne est de 9,6 °C, avec une amplitude thermique annuelle de 16,9 °C. Le cumul annuel moyen de précipitations est de 804 mm, avec 11,9 jours de précipitations en janvier et 9 jours en juillet. Pour la période 1991-2020, la température moyenne annuelle observée sur la station météorologique de Météo-France la plus proche, « Lesse_sapc », sur la commune de Lesse à 13 km à vol d'oiseau, est de 10,7 °C et le cumul annuel moyen de précipitations est de 694,0 mm. 
La température maximale relevée sur cette station est de 40 °C, atteinte le 25 juillet 2019 ; la température minimale est de −20,7 °C, atteinte le 20 décembre 2009,,. 
Les paramètres climatiques de la commune ont été estimés pour le milieu du siècle (2041-2070) selon différents scénarios d'émission de gaz à effet de serre à partir des nouvelles projections climatiques de référence DRIAS-2020. Ils sont consultables sur un site dédié publié par Météo-France en novembre 2022.

## Urbanisme

### Typologie
Au 1er janvier 2024, Servigny-lès-Raville est catégorisée commune rurale à habitat dispersé, selon la nouvelle grille communale de densité à sept niveaux définie par l'Insee en 2022.
Elle est située hors unité urbaine. Par ailleurs la commune fait partie de l'aire d'attraction de Metz, dont elle est une commune de la couronne,. Cette aire, qui regroupe 245 communes, est catégorisée dans les aires de 200 000 à moins de 700 000 habitants,.

### Occupation des sols
L'occupation des sols de la commune, telle qu'elle ressort de la base de données européenne d’occupation biophysique des sols Corine Land Cover (CLC), est marquée par l'importance des territoires agricoles (96,9 % en 2018), en diminution par rapport à 1990 (97,8 %). La répartition détaillée en 2018 est la suivante : 
terres arables (65,2 %), prairies (29,6 %), zones urbanisées (3,1 %), zones agricoles hétérogènes (2,1 %). L'évolution de l’occupation des sols de la commune et de ses infrastructures peut être observée sur les différentes représentations cartographiques du territoire : la carte de Cassini (XVIIIe siècle), la carte d'état-major (1820-1866) et les cartes ou photos aériennes de l'IGN pour la période actuelle (1950 à aujourd'hui).

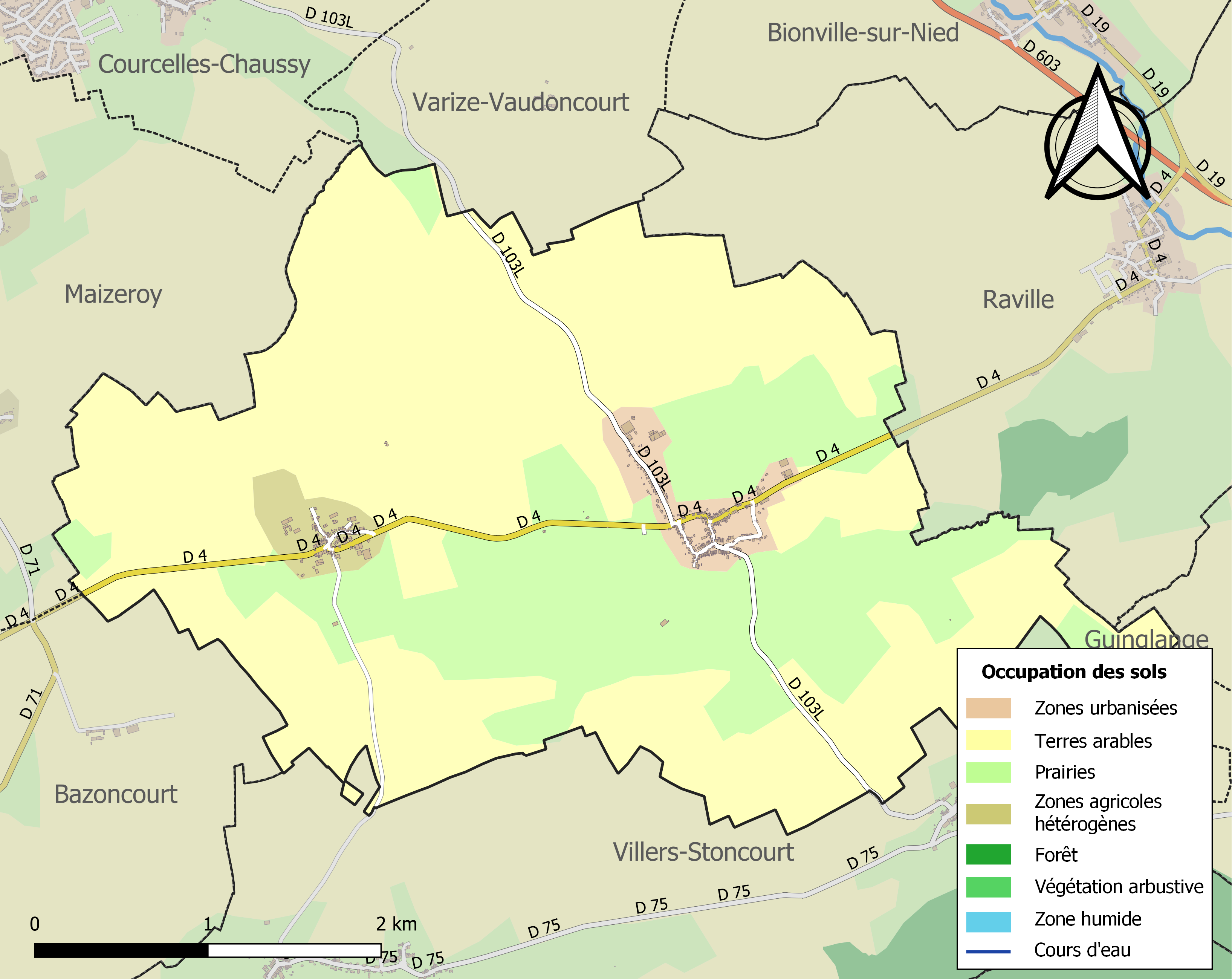
Carte des infrastructures et de l'occupation des sols de la commune en 2018 (CLC).

## Toponymie
- Anciennes mentions : Servinei et Servineit (1266), Servigney (1319), Servigné (1327), Sreveni (1635), Silbernachen (1673)[14], Servigny les Raville (1793), Silbernachen (1871-1918), Servigny bei Rollingen et Servingen bei Rollingen (1940-1944).
- En lorrain roman : Sreveny delez Rauvelle[14]. En allemand : Silbernachen[14].

## Histoire
Servigny-lès-Raville est un village du Saulnois en pays Messin. Au Moyen Âge, le village est un fief des familles messines. Était annexe (avec vicaire résident) de la paroisse de Raville.
Dans les années 1905-1910, le principal atout de la commune fut l’extraction de la pierre de Servigny. De nombreux bâtiments sont pourvus de cette pierre : le parvis de la cathédrale Saint-Étienne de Metz, la mairie, etc.
Frécourt est réuni à Servigny-lès-Raville le 31 juillet 1812.

## Politique et administration

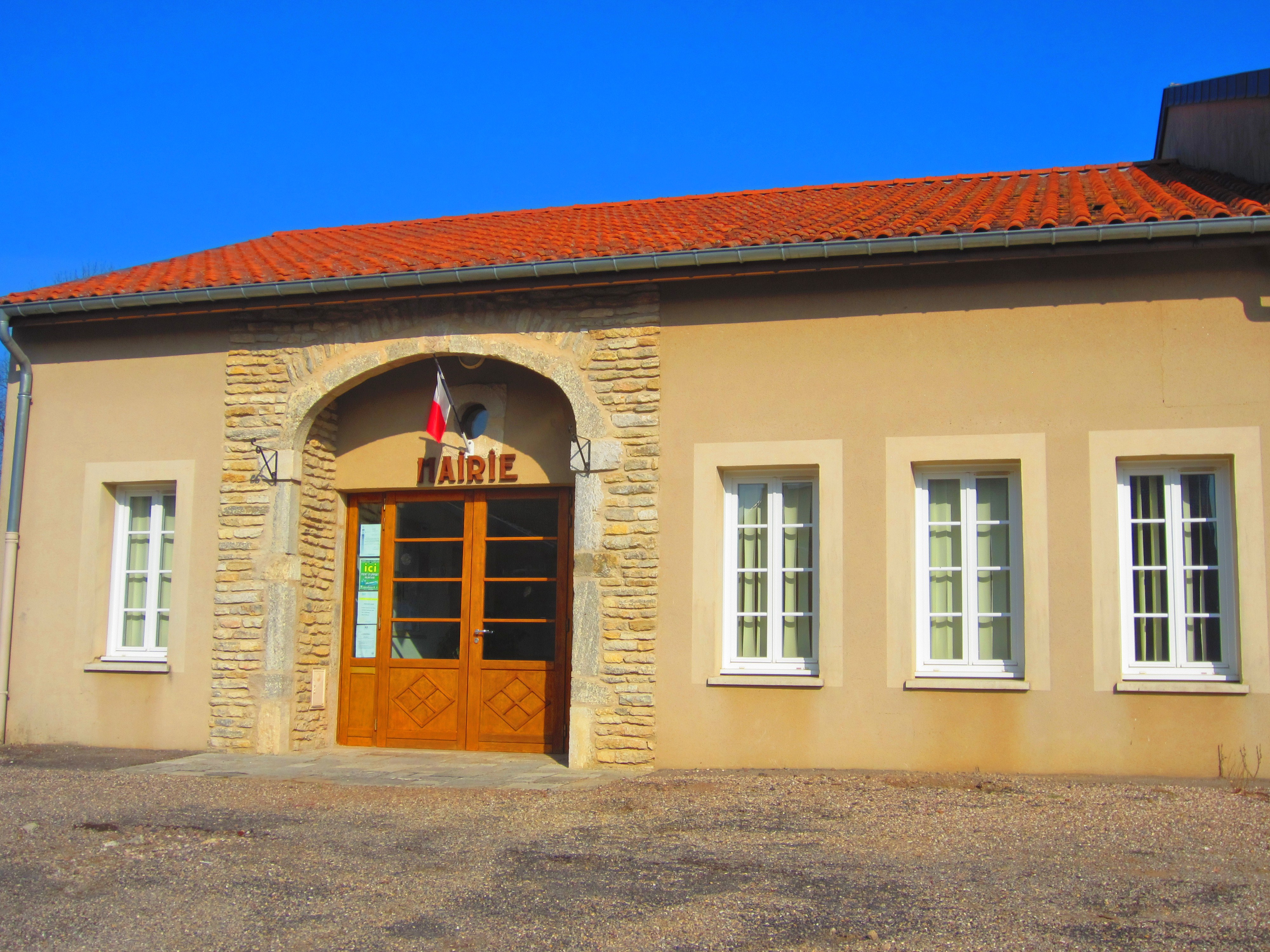
La mairie.

| Période                                  | Période   | Identité            | Étiquette | Qualité |
| ---------------------------------------- | --------- | ------------------- | --------- | ------- |
| Les données manquantes sont à compléter. |           |                     |           |         |
| an VIII                                  |           | François Rémi       |           |         |
| mars 1995                                | mars 2001 | Georges Fougerousse |           |         |
| mars 2001                                | mai 2020  | Jean-Paul Dussourd  |           |         |
| mai 2020                                 | oct 2021  | Eric Sidot          |           |         |
| aout 2021                                |           | Raphael Dupont      |           |         |

## Population et société

### Démographie
L'évolution du nombre d'habitants est connue à travers les recensements de la population effectués dans la commune depuis 1793. Pour les communes de moins de 10 000 habitants, une enquête de recensement portant sur toute la population est réalisée tous les cinq ans, les populations de référence des années intermédiaires étant quant à elles estimées par interpolation ou extrapolation. Pour la commune, le premier recensement exhaustif entrant dans le cadre du nouveau dispositif a été réalisé en 2008.

En 2022, la commune comptait 487 habitants, en évolution de +1,88 % par rapport à 2016 (Moselle : +0,52 %, France hors Mayotte : +2,11 %).
| 1793 | 1800 | 1806 | 1821 | 1836 | 1841 | 1861 | 1866 | 1871 |
| ---- | ---- | ---- | ---- | ---- | ---- | ---- | ---- | ---- |
| 345  | 390  | 417  | 587  | 729  | 701  | 755  | 715  | 593  |

| 1875 | 1880 | 1885 | 1890 | 1895 | 1900 | 1905 | 1910 | 1921 |
| ---- | ---- | ---- | ---- | ---- | ---- | ---- | ---- | ---- |
| 618  | 601  | 587  | 562  | 594  | 579  | 549  | 531  | 425  |

| 1926 | 1931 | 1936 | 1946 | 1954 | 1962 | 1968 | 1975 | 1982 |
| ---- | ---- | ---- | ---- | ---- | ---- | ---- | ---- | ---- |
| 382  | 348  | 328  | 293  | 278  | 247  | 258  | 266  | 294  |

| 1990 | 1999 | 2006 | 2008 | 2013 | 2018 | 2022 | - | - |
| ---- | ---- | ---- | ---- | ---- | ---- | ---- | - | - |
| 347  | 343  | 352  | 354  | 432  | 490  | 487  | - | - |

### Manifestations culturelles et festivités
Le foyer s'occupe des mercredis récréatifs, animations, sorties, spectacle et de la fête patronale.

## Économie
L'extraction et la taille de la pierre de Servigny, grise et très dure, est un atout majeur de la commune du XVIIIe au XXe siècle. Elle se retrouve par exemple au sol de la cathédrale Saint-Étienne de Metz. Aujourd'hui, l'activité est tournée vers l'élevage et l'agriculture.

## Culture locale et patrimoine

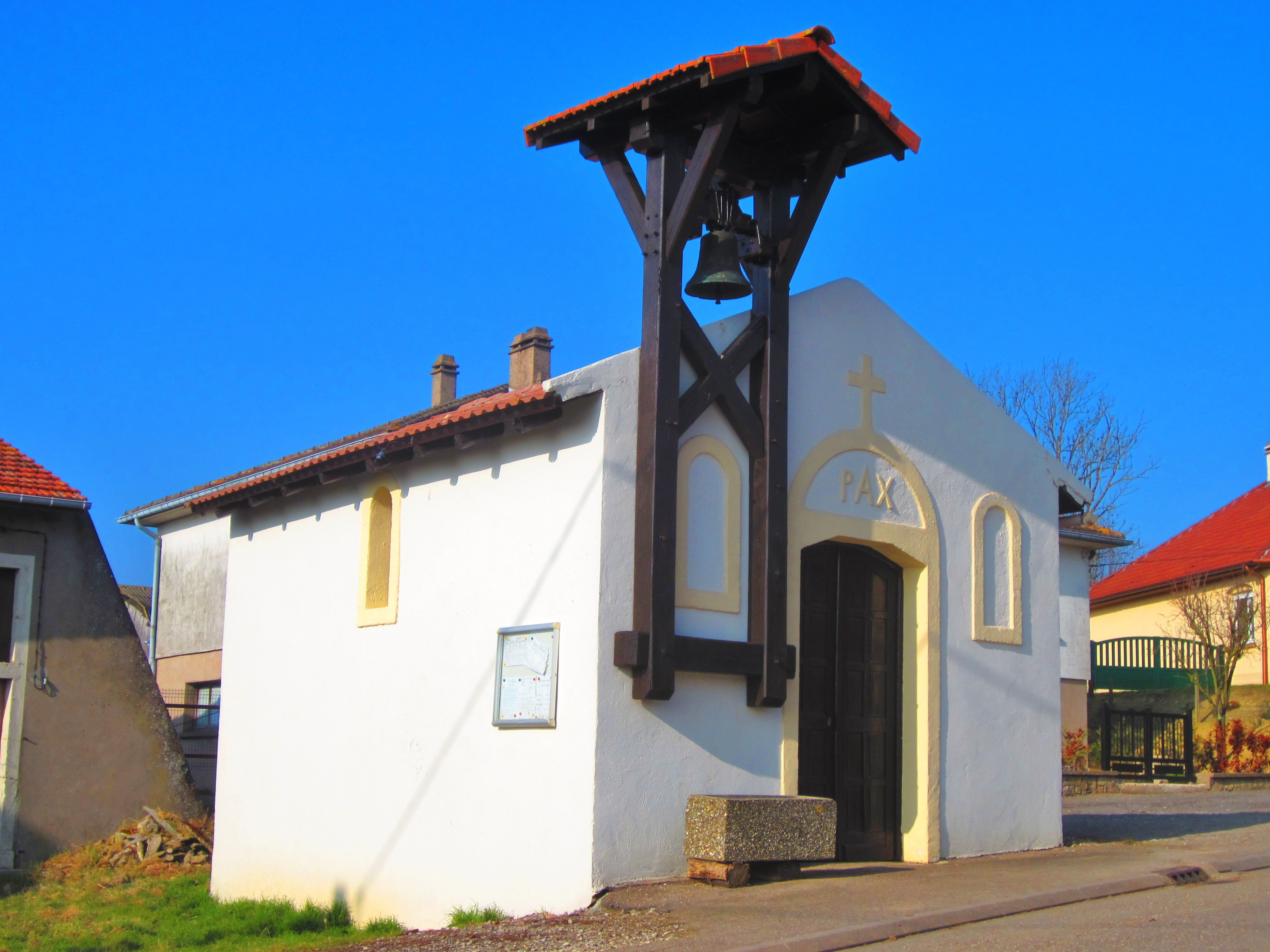
Chapelle de Frécourt.

### Lieux et monuments

#### Édifices civils
- Vestiges d'une villa romaine à Frécourt.
- École : accueille les enfants des communes du SIVU du Haut Saint-Pierre (Fouligny, Guinglange, Hémilly, Raville, Villers-Stoncourt et Servigny-lès-Raville).
- Mairie.
- Aire de jeu, entre Servigny et Frécourt.

#### Édifices religieux
- Église Saint-André, 1750, agrandie en 1846.
- Chapelle de Frécourt.
- Cimetière du choléra de Servigny-lès-Raville : témoigne de l’épidémie qui ravage le village en 1866. Il est restauré en 1990. Une messe annuelle en plein air y est célébrée le deuxième dimanche après la pentecôte. En plus des tombes personnelles, un calvaire à proximité témoigne de la présence des carrières et nombreux tailleurs de pierre au village[20].

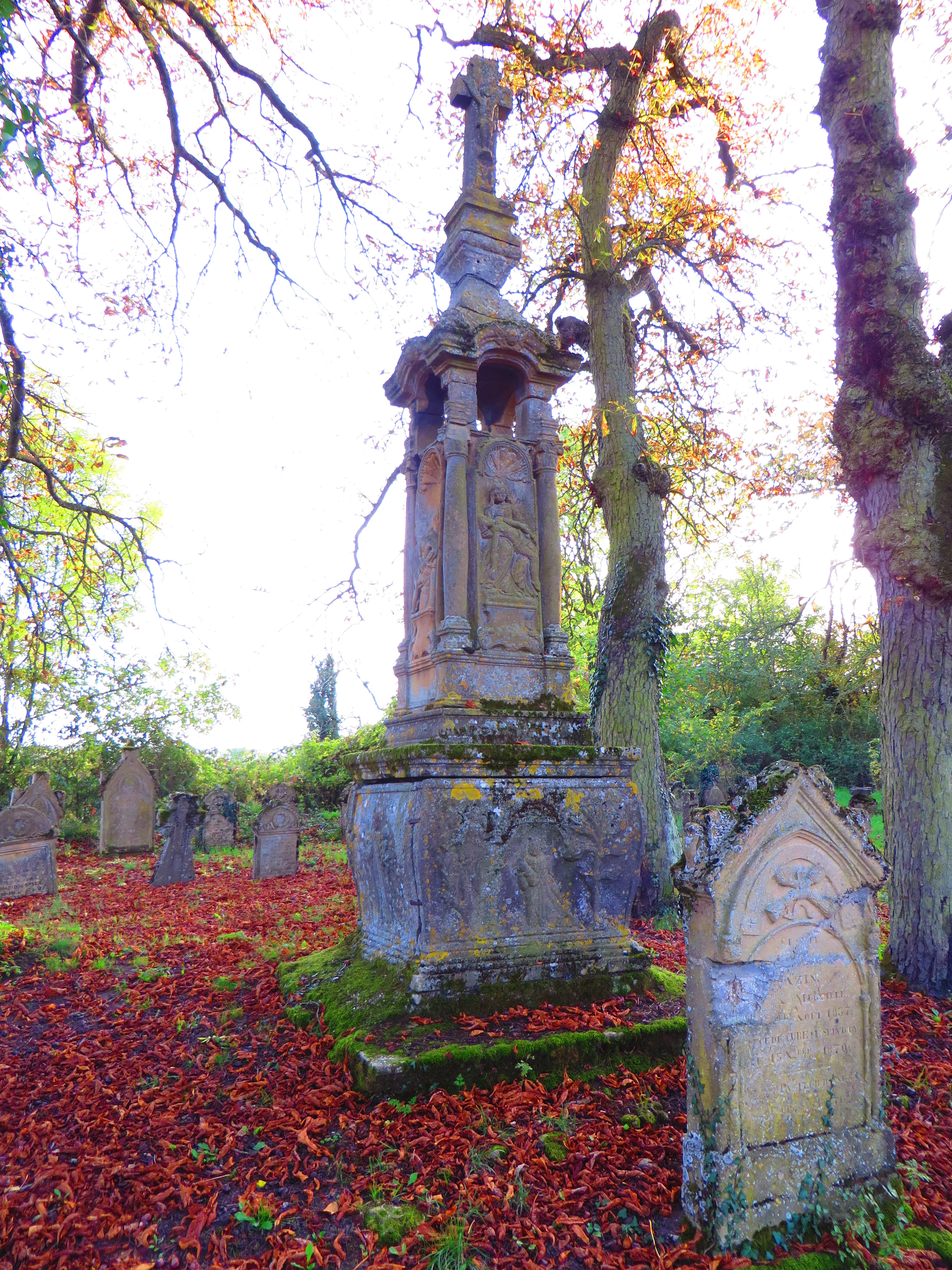
Cimetière du choléra le monument.
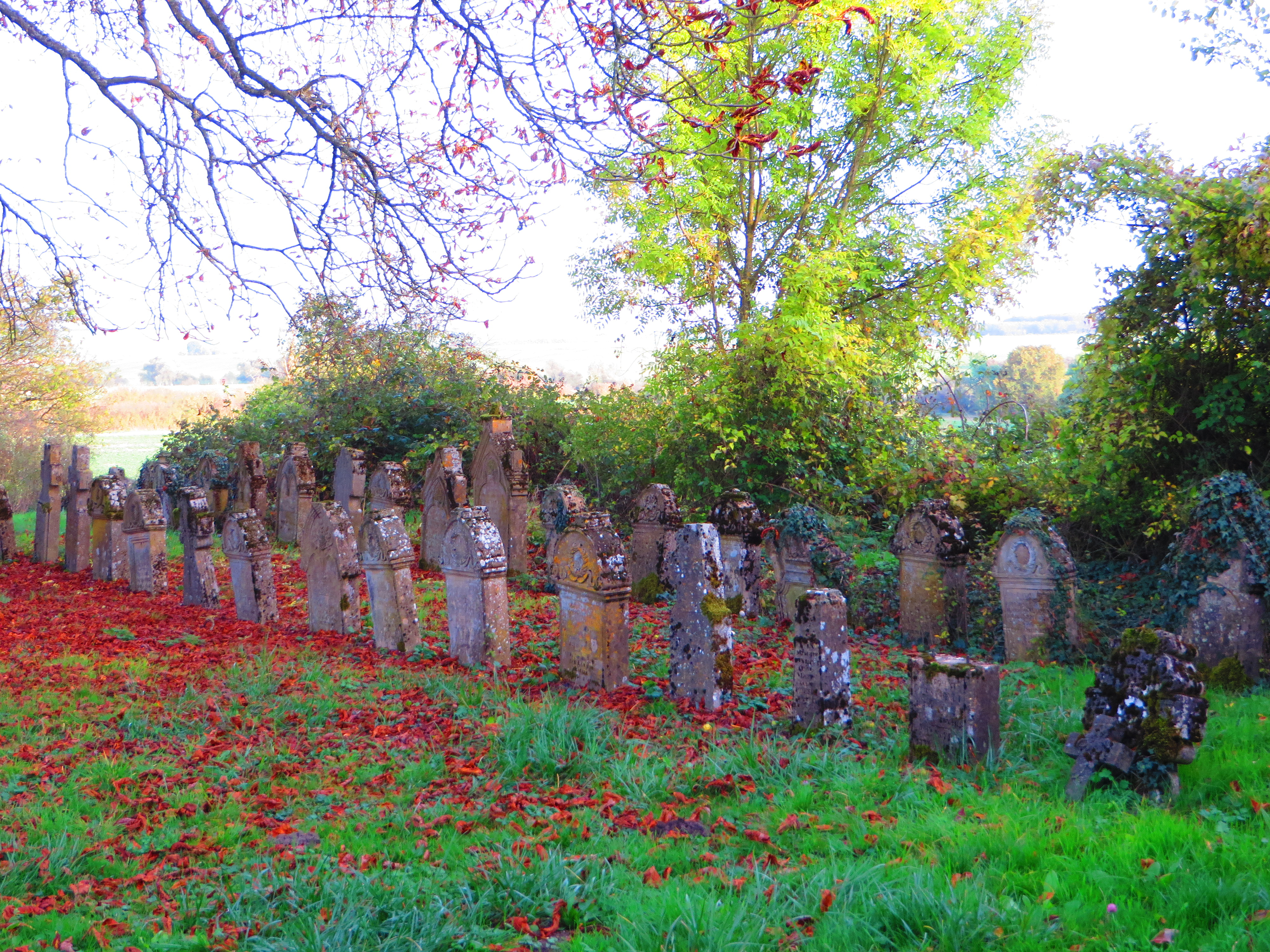
Cimetière du choléra.
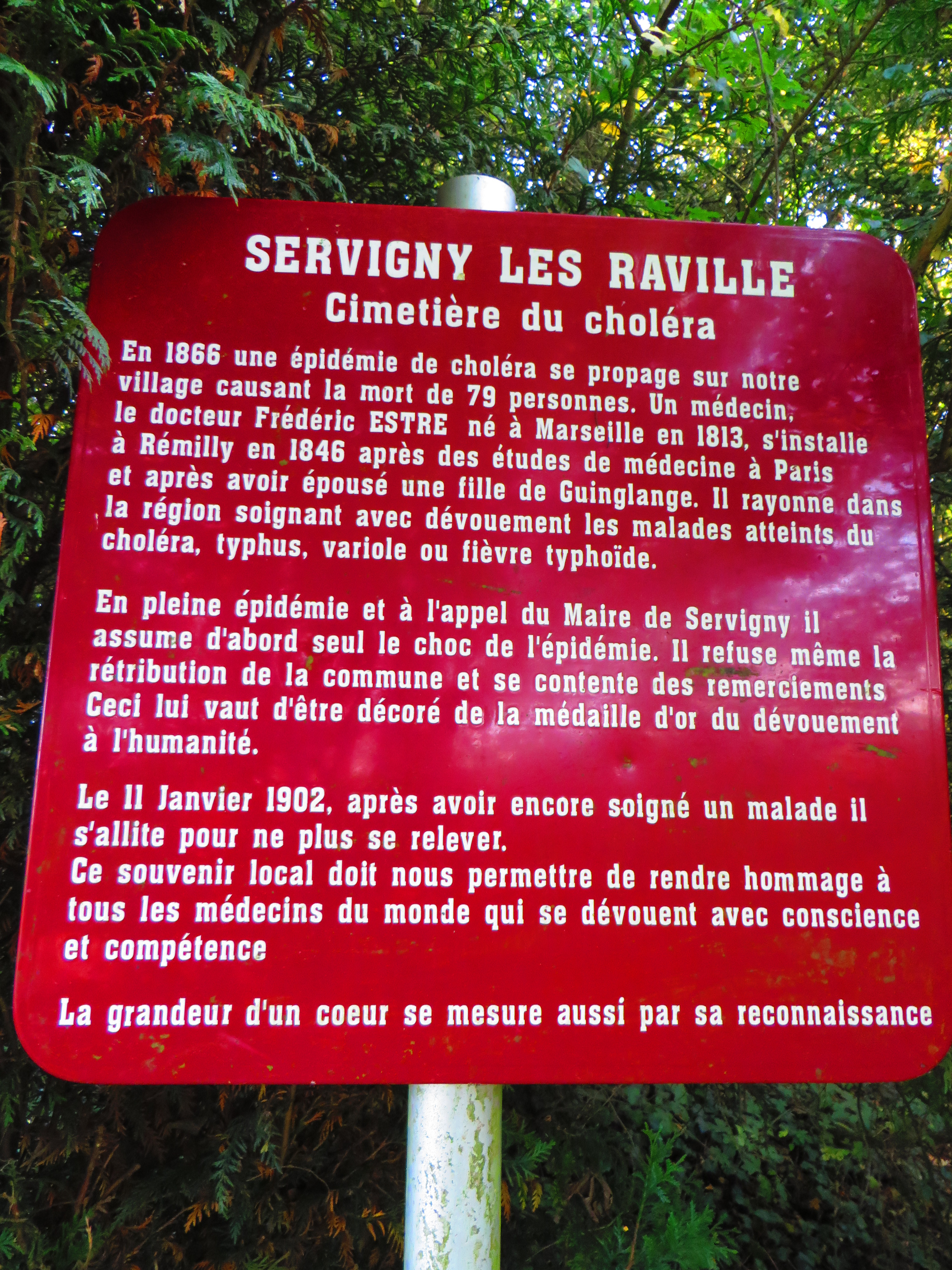
Cimetière du choléra notice d'information.

### Personnalités liées à la commune
- Jean Le Bachelé (1560-), aman et receveur de Metz, seigneur de Crépy-lès-Peltre et de Servigny-lès-Raville.
- Esaye Evotte (1643-), cabaretier à Pont-à-Chaussy, admodiateur de la terre de Courcelles-Chaussy, seigneur de Léonville et de Servigny-lès-Raville (1705).
- Louis Elloy (1825 ou 1829 - 1878), père mariste vicaire apostolique d'Océanie centrale.

### Héraldique
| Blason de Servigny-lès-Raville | Blason  | Chevronné d'or et d'azur de huit pièces, au sautoir de gueules brochant sur le tout.                                                                           |
| Blason de Servigny-lès-Raville | Détails | Chevronné d’or et d’azur de huit pièce : la croix en sautoir est celle de saint André, patron de la paroisse. Le statut officiel du blason reste à déterminer. |